# 4-й Добрынинский переулок
4-й Добры́нинский переу́лок — улица в центре Москвы в районах Замоскворечье и Якиманка между 2-м Добрынинским переулком и Мытной улицей. Здесь расположена Морозовская больница, одна из старейших в Москве.

## История
До 1952 года Добрынинские переулки назывались Коровьими (под теми же порядковыми номерами). В конце XVIII века в этом районе находился Животинный или Скотопрогонный двор, на котором продавались главным образом коровы. Современное название переулки получили по Добрынинской площади (сейчас Серпуховская площадь).

## Описание
4-й Добрынинский переулок начинается от 1-го Добрынинского напротив 3-го Люсиновского, проходит на запад, справа к нему примыкает 2-й Добрынинский, заканчивается на Мытной улице. Переулок разделяет районы Якиманку (северная сторона переулка) и Замоскворечье (южная сторона).

## Здания и сооружения
По нечётной стороне:
- № 1 — Морозовская детская городская клиническая больница; Медицинское училище № 3 (1900—1905, архитектор И. А. Иванов-Шиц);

По чётной стороне:
- № 4 — Клинико-диагностический центр Мединцентр ГлавУпДК при МИД РФ.